# Роббі Міддлбі
Роббі Міддлбі (англ. Robbie Middleby, нар. 9 серпня 1975, Ньюкасл) — австралійський футболіст, що грав на позиції захисника. По завершенні ігрової кар'єри — спортивний функціонер.
Виступав, зокрема, за клуби «Ньюкасл Юнайтед Джетс» та «Сідней», а також національну збірну Австралії.

## Клубна кар'єра
У дорослому футболі дебютував 1992 року виступами за команду «Ньюкасл Брейкерс», в якій провів один сезон, після чого недовго грав за «Адамстаун Роузбад».
Згодом з 1994 по 1996 рік грав у складі команди «Вуллонгонг Вулвз» у Національній футбольній лізі, вищому дивізіоні країни, а потім перебрався до Німеччини, де спочатку два сезони грав у другому дивізіоні за «Юрдінген 05», а потім ще рік за «Айнтрахт» (Трір) у третьому дивізіоні.
У сезоні 1999/00 Міддлбі грав на батьківщині у НФЛ за «Футбол Кінгз», а у наступному сезоні за «Вуллонгонг Вулвз» та «Карлтон».
2001 року Міддлбі став гравцем «Ньюкасл Юнайтед Джетс» і відіграв за команду з австралійського Ньюкасла наступні три сезони своєї ігрової кар'єри. Більшість часу, проведеного у складі «Ньюкасл Юнайтед Джетс», був основним гравцем захисту команди і покинув її лише розпуску НФЛ наприкінці сезону 2003/04.
2005 року уклав контракт з новоствореним клубом «Сідней», що заявився до наступниці НФЛ А-ліги, де провів наступні чотири роки своєї кар'єри гравця. З ним у 2005 році Роббі виграв Клубний чемпіонат Океанії, а наступного виграв і А-лігу, ставши чемпіоном Австралії.
Завершив ігрову кар'єру у команді «Норт Квінсленд Ф'юрі», за яку виступав у А-лізі протягом сезону 2009/10 років.

## Виступи за збірні
1995 року залучався до складу молодіжної збірної Австралії, з якою став чвертьфіналістом молодіжного чемпіонату  1995 року в Катарі.
6 липня 2002 року дебютував в офіційних матчах у складі національної збірної Австралії в матчі Кубка націй ОФК 2002 року у Новій Зеландії з Вануату (2:0). Загалом на тому турнірі зіграв у всіх п'яти матчах і разом з командою здобув «срібло». В подальшому за збірну не грав.

## Титули і досягнення
- Переможець Молодіжного чемпіонату ОФК: 1994
- Переможець A-Ліги (1): 2005–06[en]
- Клубний чемпіон Океанії (1): 2005
- Срібний призер Кубка націй ОФК: 2002